# Stanisław z Kobylina
Stanisław z Kobylina (ur. 1430, zm. 1489) – rektor Uniwersytetu Jagiellońskiego w 1489 roku.

## Życiorys
Urodził się w 1430 roku. W 1489 roku objął funkcję rektora Uniwersytetu Jagiellońskiego. Funkcję tę przestał pełnić w tym samym roku. Zmarł w 1489 roku.